# Podpierścień
Podpierścień – podzbiór pierścienia sam będący pierścieniem ze względu na działania indukowane z pierścienia wyjściowego. Dokładne znaczenie pojęcia zwykle wynika z kontekstu: zwykle wymaga się, by podpierścień był obiektem tej samej kategorii co pierścień, a wszystkie odstępstwa najczęściej są zaznaczane. W ten sposób od podpierścieni pierścienia z jedynką wymaga się często, aby same miały jedynkę (choć nie jest to regułą). Niemniej niektóre własności są dziedziczne, np. przemienność czy brak dzielników zera (tzn. podpierścienie pierścienia przemiennego są przemienne, podobnie zachowywany jest brak dzielników zera).

## Definicja
Niech {\displaystyle (R,+,\cdot )} będzie pierścieniem. Podzbiór {\displaystyle S} zbioru {\displaystyle R} jest podpierścieniem pierścienia {\displaystyle R,} jeżeli jest on zamknięty ze względu na działania {\displaystyle +,} {\displaystyle \cdot } i element przeciwny {\displaystyle -a} względem {\displaystyle a,} tzn. dla dowolnych elementów {\displaystyle a,b\in S} zachodzi
{\displaystyle a-b\in S}
oraz
{\displaystyle a\cdot b\in S.}
Równoważnie podpierścieniem pierścienia {\displaystyle (R,+,\cdot )} nazywa się algebrę ogólną {\displaystyle (S,\oplus ,\odot ),} gdzie {\displaystyle \varnothing \neq S\subseteq R,} przy czym {\displaystyle \oplus } oraz {\displaystyle \odot } oznaczają zawężenia działań pierścienia {\displaystyle R} do zbioru {\displaystyle S.}
UwagaPodzbiór {\displaystyle S} nie może być pusty, ponieważ {\displaystyle (S,+)} musi być podgrupą {\displaystyle (R,+),} zatem musi zawierać element neutralny dodawania (zero).

## Związek z ideałami
Ideał właściwy nie może być podpierścieniem, jeśli wymaga się, by miał jedynkę, gdyż musiałby być on wtedy całym pierścieniem. Przykładowo, ideały w {\displaystyle \mathbb {Z} } są postaci {\displaystyle n\mathbb {Z} ,} gdzie {\displaystyle n} jest liczbą całkowitą. Są one podpierścieniami wtedy i tylko wtedy, gdy {\displaystyle n=\pm 1} (w innych przypadkach nie zawierają jedynki), kiedy to są całym {\displaystyle \mathbb {Z} .}
Jeżeli pominąć wymaganie, aby pierścienie miały jedynkę, to podpierścienie muszą zawierać wyłącznie zero oraz być zamknięte ze względu na odejmowanie i mnożenie – w ten sposób ideały stają się podpierścieniami. Ideały mogą, ale nie muszą mieć własnej jedynki (różnej od jedynki pierścienia):
- ideał {\displaystyle I=\{(z,0)\colon z\in \mathbb {Z} \}} pierścienia {\displaystyle \mathbb {Z} \times \mathbb {Z} =\{(x,y)\colon x,y\in \mathbb {Z} \}} z dodawaniem i mnożeniem po współrzędnych ma jedynkę {\displaystyle (1,0),} która jest różna od jedynki {\displaystyle (1,1)} pierścienia. W ten sposób {\displaystyle I} jest pierścieniem z jedynką, a zarazem „podpierścieniem bez jedynki” pierścienia {\displaystyle \mathbb {Z} \times \mathbb {Z} ;}
- ideały właściwe {\displaystyle \mathbb {Z} } (np. liczby parzyste {\displaystyle 2\mathbb {Z} }) nie mają jedynki.

## Przykłady
- W ciele (pierścieniu) liczb rzeczywistych istnieje podpierścień izomorficzny z ciałem (pierścieniem) liczb wymiernych.
- Podobnie w pierścieniu liczb wymiernych istnieje podpierścień izomorficzny z pierścieniem liczb całkowitych.
- Jeśli {\displaystyle d} jest bezkwadratową liczbą całkowitą, to {\displaystyle \mathbb {Z} \left[{\sqrt {d}}\right]=\{a+b{\sqrt {d}}:a,b\in \mathbb {Z} \}} jest podpierścieniem ciała liczb zespolonych.